# Gönczi Judit
Gönczi Judit, teljes nevén Gönczi Judit Éva (Budapest, 1942. április 15. – Budapest, 1995. december 9.) belgyógyász, radiológus, az orvostudományok kandidátusa (1989).

## Élete
Apja Gönczi Tibor (1903–1998) orvos, az Orvostovábbképző Intézet egyetemi docense, anyja Mahler Margit (1911–1992) fogorvos, a Központi Sztomatológiai Intézet főorvosa. Gyermekkorában a Hollán Ernő utca 4. szám alatt laktak. Anyai nagyszüleit Szegedről deportálták, és 1945. április 15-én végezték ki őket a Schutzpolitzei tagjai a mikulovi téglagyárban.

### Tanulmányai
A budapesti Kossuth Zsuzsa Leánygimnáziumban érettségizett, majd 1960–1961-ben az Eötvös Loránd Tudományegyetem Bölcsészettudományi Karán tanult magyar–angol szakon. A Budapesti Orvostudományi Egyetemen 1967. szeptember 7-én avatták orvosdoktorrá. 1972-ben belgyógyász, 1980-ban endokrinológus, 1983-ban radiológus szakorvosi vizsgát tett. 1976-ban végzett a Marxizmus-Leninizmus Esti Egyetem filozófia szakán.  

### Munkássága
1967 és 1972 között az Orvostovábbképző Intézet (1956-tól Haynal Imre Egészségtudományi Egyetem) IV. sz. Belgyógyászati Tanszékének gyakornoka, 1972 és 1978 között egyetemi tanársegéde, 1980-ban egyetemi adjunktusa volt. 1978 és 1980 között az Orvostovábbképző Intézet Egészségügyi Főiskolai Kar Belgyógyászati Tanszék főiskolai adjunktusa, 1980-től 1990-ig a Radiológiai Klinika tudományos munkatársa, 1990 és 1995 között egyetemi docense.   
Baleset következtében halt meg. A Kozma utcai izraelita temetőben nyugszik.

### Családja
Férje 1974–1979 között Imre Csaba pszichológus volt, akitől elvált. Ikergyermekei: Imre Julianna és Imre Zoltán Miklós (1975–).

## Tagságai
- Magyar Belgyógyász Társaság
- Magyar Endokrinológiai és Anyagcsere Társaság
- Magyar Radiológusok Társasága
- Magyar Gasztroenterológus Társaság
- Magyar Biofizikai Társaság Ultrahang Szekciója

## Művei
- Pitvari fibrillato regularizálása Inderal-Chinidin kombinációval. Széplaki Ferenccel. (Orvosi Hetilap, 1970, 2.)
- Az inzulin hypoglycaemia hatása cukorbetegek és elhízottak plasma cortisol, továbbá növekedésihormon-szintjére. Góth Miklóssal. (Magyar Belorvosi Archivum, 1972)
- Újabb tapasztalatok a pajzsmirigy összehasonlító képalkotó vizsgálataiban. Többekkel. (Magyar Belorvosi Archivum. Supplementum, 1982)
- Ultrahangvizsgálattal lokalizált parathyreoide adenoma. Szilágyi Gézával, Szabolcs Istvánnal, Kulka Frigyessel és Kaszás Ilonával. (Orvosi Hetilap, 1983. 6.)
- A pajzsmirigy ultrahangvizsgálata. Szabolcs Istvánnal, Szilágyi Gézával, Bohár Lászlóval, Irsy Gáborral és Góth Miklóssal. (Orvosi Hetilap, 1984. 29.)
- A normál pajzsmirigy tömegének meghatározása. Többekkel. (Kísérletes Orvostudomány, 1984)
- Az ultrahangvizsgálat szerepe a primer cholecysta carcinoma kórismézésében. Bohár Lászlóval, Bor Katalinnal. (Radiológiai Közlemények, 1984)
- Kezdeti tapasztalatok az ultrahanggal vezérelt tűbiopsziával a pajzsmirigy vizsgálatában. Többekkel. (Magyar Radiológia, 1985)
- A mellékvese ultrahangvizsgálata. Szabolcs Istvánnal, Szilágyi Gézával, Góth Miklóssal, Göblyös Péterrel és Bohár Lászlóval. (Orvosi Hetilap, 1985. 47.)
- Ultrahangvizsgálat és ultrahanggal vezérelt biopszia a mellékpajzsmirigy megbetegedéseinek diagnosztikájában. (Magyar Radiológia, 1986)
- A szcintigráfia jelentősége az endokrin hiperfunkció diagnosztikájában. Szilvási Istvánnal, Szilágyi Gézával. (Magyar Belorvosi Archivum, 1986)
- Az urgens hasi ultrahangvizsgálat alkalmazásának lehetőségei és jelentősége akut hasi kórképekben. Többekkel. (Magyar Radiológia, 1987)
- Az ultrahangvizsgálat szerepe a pajzsmirigy és a mellékpajzsmirigy megbetegedéseinek diagnosztikájában és differenciáldiagnosztikájában. Kandidátusi értekezés. (Budapest, 1988)
- A pajzsmirigy és a mellékpajzsmirigy. (Ultrahang-diagnosztika. Szerk. Harkányi Zoltán. Budapest, 1988)
- Endokrin szervek megbetegedéseinek ultrahang-diagnosztikája. (Az orvostudomány aktuális problémái. Budapest, 1988)
- Ultrahang-diagnosztika. Többekkel. (Budapest, 1988)
- Az ultraszonográfia értéke és helye nyaki terimék differenciáldiagnosztikájában. Többekkel. (Magyar Radiológia, 1989)

## Származása
| dr. Gönczi Judit (Budapest, 1942. ápr. 15.– Budapest, 1995. dec. 9.) belgyógyász, radiológus | Apja: dr. Gönczi Tibor (Budapest, 1903. márc. 11.– Budapest, 1998. dec. 13.) orvos | Apai nagyapja: Gönczi Lajos (1902-ig Grünfeld) (Felsőméra, 1873. dec. 5.– Budapest, 1957. márc. 21.) magánhivatalnok | Apai nagyapai dédapja: Grünfeld Izrael tanító         |
| dr. Gönczi Judit (Budapest, 1942. ápr. 15.– Budapest, 1995. dec. 9.) belgyógyász, radiológus | Apja: dr. Gönczi Tibor (Budapest, 1903. márc. 11.– Budapest, 1998. dec. 13.) orvos | Apai nagyapja: Gönczi Lajos (1902-ig Grünfeld) (Felsőméra, 1873. dec. 5.– Budapest, 1957. márc. 21.) magánhivatalnok | Apai nagyapai dédanyja: Blitz Katalin                 |
| dr. Gönczi Judit (Budapest, 1942. ápr. 15.– Budapest, 1995. dec. 9.) belgyógyász, radiológus | Apja: dr. Gönczi Tibor (Budapest, 1903. márc. 11.– Budapest, 1998. dec. 13.) orvos | Apai nagyanyja: Blasberger Sarolta (Mád, 1883. ápr. 30.– Budapest, 1921. dec. 7.)                                    | Apai nagyanyai dédapja: dr. Blasberger Ignác körorvos |
| dr. Gönczi Judit (Budapest, 1942. ápr. 15.– Budapest, 1995. dec. 9.) belgyógyász, radiológus | Apja: dr. Gönczi Tibor (Budapest, 1903. márc. 11.– Budapest, 1998. dec. 13.) orvos | Apai nagyanyja: Blasberger Sarolta (Mád, 1883. ápr. 30.– Budapest, 1921. dec. 7.)                                    | Apai nagyanyai dédanyja: Schwarcz Hermina             |
| dr. Gönczi Judit (Budapest, 1942. ápr. 15.– Budapest, 1995. dec. 9.) belgyógyász, radiológus | Anyja: dr. Mahler Margit (Zirc, 1911. júl. 5.– Budapest, 1992. márc. 10.) fogorvos | Anyai nagyapja: dr. Mahler Szigfrid (Győr, 1878. márc. 18.– Mikulov, 1945. ápr. 15.) ügyvéd                          | Anyai nagyapai dédapja: Mahler Lipót kereskedő        |
| dr. Gönczi Judit (Budapest, 1942. ápr. 15.– Budapest, 1995. dec. 9.) belgyógyász, radiológus | Anyja: dr. Mahler Margit (Zirc, 1911. júl. 5.– Budapest, 1992. márc. 10.) fogorvos | Anyai nagyapja: dr. Mahler Szigfrid (Győr, 1878. márc. 18.– Mikulov, 1945. ápr. 15.) ügyvéd                          | Anyai nagyapai dédanyja: Schwarz Katalin              |
| dr. Gönczi Judit (Budapest, 1942. ápr. 15.– Budapest, 1995. dec. 9.) belgyógyász, radiológus | Anyja: dr. Mahler Margit (Zirc, 1911. júl. 5.– Budapest, 1992. márc. 10.) fogorvos | Anyai nagyanyja: Schorr Anna (Szeged, 1888. okt. 6.– Mikulov, 1945. ápr. 15.)                                        | Anyai nagyanyai dédapja: Schorr Majer kántor          |
| dr. Gönczi Judit (Budapest, 1942. ápr. 15.– Budapest, 1995. dec. 9.) belgyógyász, radiológus | Anyja: dr. Mahler Margit (Zirc, 1911. júl. 5.– Budapest, 1992. márc. 10.) fogorvos | Anyai nagyanyja: Schorr Anna (Szeged, 1888. okt. 6.– Mikulov, 1945. ápr. 15.)                                        | Anyai nagyanyai dédanyja: Chilf Antónia               |